# Іустин (Моїсеску)
Патріарх Іустин (рум. Patriarhul Iustin, Іустин Моїсеску, рум. Iustin Moisescu; 5 березня 1910, Киндешть, жудець Арджеш — †31 липня 1986, Бухарест) — єпископ Православної церкви Румунії, від 1977 — її предстоятель із титулом Патріарх Румунський, Намісник Кесарії Каппадокійської, Митрополит Унгро-Влахійський, Архієпископ Бухарестський.

## Життєпис
Після закінчення школи вступив до духовної семінарії в Кимпулунг-Мусчел, яку закінчив у 1930.
Освіту продовжив на богословському факультеті Афінського університету.
Із 1937 навчався на римсько-католицькому богословському факультеті у Страсбурзі, де отримав ступінь доктора богослов'я.
1938—1939 був професором Священного Писання Нового Заповіту на православному богословському факультеті у Варшаві.
С початком Другої світової війни залишив Польщу, повернувся на батьківщину.
1940—1956 — викладав Новий Заповіт у богословських навчальних закладах Сучави та Бухаресту.
1956 — після смерті митрополита Ніколая (Балана) Іустин Моїсеску стає митрополитом Ардяльським.
23 лютого 1956 — рукопокладений в диякони, наступного дня у священики.
8 березня 1956 — пострижений у чернецтво в монастирі Черника.
15 березня 1956 — хіротонія.
19 січня 1957 — обраний митрополитом Молдови та Сучави, архієпископом Яським. В ієрархічному порядку Румунської православної церкви став першим після Патріарха.
1961 — очолив делегацію Румунської православної церкви на 1 Всеправославній нараді на острові Родос.
12 червня 1977 — обраний Патріархом Румунської православної церкви. 19 червня — інтронізація.
Як Патріарх, очолював кілька синодальних делегацій в інші Церкви: Православну церкву Константинополя (1978), Православна Церква Америки (румунську єпархію) (1979), Православну церкву Росії (1980), Православну церкву Сербії (1981), Церква Швеції (1981), штаб-квартиру Всесвітньої ради церков у Женеві (1981), Православну церкву Болгарії (1982), Угорську реформаторську церкву (1982) та Православну церкву Греції (1984).
31 липня 1986 — помер. Похований у Патріаршому соборі.